# ناحیه احسم
ناحیه احسم (به عربی: ناحیة إحسم) یک ناحیه در سوریه است که در منطقه اریحا واقع شده‌است. ناحیه احسم ۶۵٬۴۰۹ نفر جمعیت دارد.